# 반지의 제왕 (영화 시리즈)
《반지의 제왕 영화 삼부작》(The Lord of the Rings Film Trilogy)은 2001년에 개봉한 《반지의 제왕: 반지 원정대》와 2002년에 개봉한《반지의 제왕: 두 개의 탑》, 2003년에 개봉한《반지의 제왕: 왕의 귀환》3편으로 이루어져 있는 영화 시리즈이다. 존 로널드 루엘 톨킨의 반지의 제왕을 원작으로 삼아 피터 잭슨이 제작하였다. 윙넛 필름스의 공동제작과 뉴 라인 시네마가 제작 및 배급하는이 영화는 호빗의 전편이다.
이 3편의 영화는 피터 잭슨이 1999년 10월 11일부터 2000년 12월 22일까지 제작되어 가장 큰 액수의 제작비가 투입된 영화 중 하나이다. 총 2억 8천만 달러의 제작비를 들여 뉴질랜드에서 모두 촬영되었다. 이 영화는 매우 큰 흥행을 거두어서, 각 영화가 지금까지의 영화 중 18번째, 10번째, 3번째로 높은 수익을 얻은 영화로 기록되었다. 아카데미상 30개의 부문에서 후보에 올라 작품상 등 17개 부분에서 수상하였고, 특히 시리즈의 마지막 반지의 제왕: 왕의 귀환은 11개 부문에서 수상하면서 벤허, 타이타닉과 함께 최다 부문 수상 기록을 갖고 있다.
가운데땅을 배경으로 하는 이 영화는 호빗 프로도 배긴스와 반지 원정대가 절대 반지를 파괴하러 모르도르의 운명의 산으로 가는 여정과 암흑의 군주 사우론을 물리치러 가는 이야기이다.

## 출연
- 일라이저 우드(Elijah Wood) - 프로도 배긴스
- 숀 애스틴(Sean Astin) - 샘와이즈 감지
- 도미닉 모나한(Dominic Monaghan) - 메리
- 빌리 보이드(Billy Boyd) - 피핀
- 이언 매켈런(Ian McKellen) - 간달프
- 비고 모텐슨(Viggo Mortensen) - 아라곤
- 올랜도 블룸(Orlando Bloom) - 레골라스
- 존 리스 데이비스(John Rhys-Davies) - 김리, 나무수염 (목소리)
- 숀 빈(Sean Bean) - 보로미르
- 휴고 위빙(Hugo Weaving) - 엘론드
- 리브 타일러(Liv Tyler) - 아르웬 운도미엘
- 케이트 블란쳇(Cate Blanchett) - 갈라드리엘
- 크레이그 파커(Craig Parker) - 할디르, 고스모그 (목소리)
- 버나드 힐(Bernard Hill) - 세오덴
- 미란다 오토(Miranda Otto) - 에오윈
- 칼 어번(Karl Urban) - 에오메르
- 브래드 두리프(Brad Dourif) - 그리마
- 데이비드 웨넘(David Wenham) - 파라미르
- 존 노블(John Noble) - 데네소르
- 이안 홈(Ian Holm) - 빌보 배긴스
- 앤디 서키스(Andy Serkis) - 골룸, 앙그마르의 마술사왕 (목소리)
- 크리스토퍼 리(Christopher Lee) - 사루만
- 브루스 스펜스(Bruce Spence) - 사우론

## 수상

### 아카데미상
| 부분                                                         | 수상한 부분        | 수상한 부분 | 수상한 부분            |
| 부분                                                         | 반지원정대         | 두 개의 탑  | 왕의 귀환              |
| ------------------------------------------------------------ | ------------------ | ----------- | ---------------------- |
| 작품상 Best Picture                                          | 후보               | 후보        | 수상                   |
| 감독상 Director                                              | 후보               |             | 수상                   |
| 남우조연상 Supporting Actor                                  | 후보 (이안 맥켈런) |             |                        |
| 각색상 Adapted Screenplay (Previously Produced or Published) | 후보               |             | 수상                   |
| 미술상 Art Direction                                         | 후보               | 후보        | 수상                   |
| 촬영상 Cinematography                                        | 수상               |             |                        |
| 의상상 Costume Design                                        | 후보               |             | 수상                   |
| 편집상 Film Editing                                          | 후보               | 후보        | 수상                   |
| 분장상 Makeup                                                | 수상               |             | 수상                   |
| 음악상 Music (Original Score)                                | 수상               |             | 수상                   |
| 주제가상 Music (Original Song)                               | 후보 ("May It Be") |             | 수상 ("Into the West") |
| 음향편집상 Sound Editing                                     |                    | 수상        |                        |
| 음향효과상 Sound Mixing                                      | 후보               | 후보        | 수상                   |
| 시각효과상 Visual Effects                                    | 수상               | 수상        | 수상                   |

## 같이 보기
- 반지의 제왕: 북부 전쟁
- 레고 반지의 제왕 (비디오 게임)